# Вторичное цветение
Вторичное цветение, или повторное цветение, — цветение растений, происходящее в несвойственное для них время года (позже обычных нормальных сроков) или несвоевременное (безвременное) цветение. Преимущественно, это процесс цветения растений во второй раз за период вегетации, обычно в конце лета или осенью. Иногда вторичное цветение отмечают и для тропических растений. Может отмечаться у очень многих видов растений: однолетних (распускающих цветы из спящих почек в осенний период), двулетних (преждевременно прошедших яровизацию) и многолетних (у которых почки распускаются с опозданием или раньше срока обычного цветения). С широкой точки зрения термин «вторичное цветение» включает в себя два явления: вторичное цветение популяции растений и вторичное цветение отдельных растений (растения). Причинами служат нарушения обычного хода природно-климатических условий, повреждениями растений, засуха, заморозки, похолодания, старение растения и др. Обычно вторичное цветение протекает нормально и в случае благоприятных условий заканчивается образованием нормальных семян либо плодов.

## Цветение
Цветение представляет собой комплекс физиологических процессов полового размножения (генеративного развития), протекающих у цветковых растений в период от заложения цветка до оплодотворения. Оно является одним из основных событий в сезонном развитии растений. Время цветения растений в значительной степени определяет уровень репродуктивного успеха. Как правило растения, произрастающие в условиях сезонного климата цветут один раз в год, на протяжении периода, являющегося наиболее оптимальным для успешного опыления и последующего созревания семян (плодов). Однако для многих видов зарегистрировано вторичное цветение.
Приуроченность цветения определённого вида к определённому времени года — это весьма устойчивый признак, который во многом предопределён эволюцией и сохраняется у большинства близкородственных видов, произрастающих в различных мировых регионах с различными климатическими условиями и даже на разных континентах.
Большинство тропических растений цветут непрерывно круглый год либо эпизодически — от 2 до 6 раз в год. При выраженном сезонном климате виды, цветущие на протяжении всего вегетационного сезона, составляют только 4 % (например, мятлик однолетний, мокрица). Ещё реже — в 1 % случаев- встречаются виды, цветущие в норме дважды за сезон (нивяник, одуванчик). В средней полосе преобладают (около 95 %) растения, цветение которых жёстко приурочено к определённому времени, обеспечивающему возможность удачного опыления, минимальное количество вредителей и паразитов, достаточное время для последующего созревания и распространения семян.

## Характеристика вторичного цветения
Выделяют вторичное цветение популяции растений и собственно особи. Причинами вторичного цветения в рамках популяции может быть различная скорость развития её представителей, генетический полиморфизм популяции, гетерогенность среды. Вторичное цветение особи вызывается, преимущественно, повреждением её побегов, воздействием атипичных климатических условий либо старением самого растения.
Вторичное цветение вызывается сочетанием оптимальных погодных условий и отражает возможность возврата к исходно непрерывному цветению у растений бессезонного климата.
Причиной вторичного цветения популяций у однолетних растений может быть возрастной контроль: отставание в прорастании у части семян, вызванное гетерокарпией (наличием у одного и того же вида семян, разных по форме либо физиологическим свойствам). Благодаря этому, в популяции будут особи разных возрастов, которые достигают способности к цветению с разницей во времени. Причиной вторичного цветения у популяции многолетних растений, цветение которых контролируется яровизацией и фотопериодизмом, также может быть возраст, при этом молодые растения зацветают позже.
Вторичное цветение у отдельных особей растений происходит при появлении генеративных побегов из пазушных почек, причиной которого являются гормональные сигналы материнского побега либо внешние климатические условия. Повторное развитие генеративных побегов в условиях климата средней полосе обычно считается отклонением от нормы, т.к цветки второй генерации весьма часто могут иметь аномальную морфологию. Вторичное цветение у отдельных особей растений можно отмечаться после повреждений растений: обрезания кроны, опадания листвы или поедания её насекомыми-вредителями — у деревьев, либо покоса или уничтожения основного генеративного побега — у травянистых растений.
Также вторичное цветение особи весьма часто отмечается в конце лета или осенью, в случае когда устанавливается тёплая погода, напоминающая весну. Вторичное осеннее цветение более вероятно, в случаях, когда в конце лета — начале осени имело место резкое похолодание или засуха. Холодные дни служат стимулятором яровизации, а последующее повышение температуры приводит к повторной индукции цветения. Ещё одной причиной вторичного цветения у отдельных особей растений может стать их старение.